# Premier League de 2009–10
A Primeira Divisão do Campeonato Inglês de Futebol da temporada 2009-10 foi a 108ª edição da principal divisão do futebol inglês (18ª como Premier League). Teve como campeão o Chelsea.

## Regulamento
A Premier League foi disputada por 20 clubes em 2 turnos. Em cada turno, todos os times jogaram entre si uma única vez. Os jogos do segundo turno foram realizados na mesma ordem no primeiro, apenas com o mando de campo invertido. Não houve campeões por turnos, tendo sido declarado campeão inglês o time que obtiver o maior número de pontos após as 38 rodadas.

### Critérios de desempate
Caso houvesse empate de pontos entre dois ou mais clubes, os critérios de desempates seriam aplicados na seguinte ordem:
1. Saldo de gols (goal difference)
2. Gols marcados (goals scored)
3. Confronto direto

## Televisão

### Na Grã-Bretanha
Os canais Sky Sports e ESPN detêm os direitos televisivos.

### No Brasil
Os canais ESPN e TV Esporte Interativo detêm os direitos televisivos da competição há algum tempo.

## Participantes
| Clube             | Cidade             | Estádio             | Capacidade |
| ----------------- | ------------------ | ------------------- | ---------- |
| Arsenal           | Londres            | Emirates Stadium    | 60.355     |
| Aston Villa       | Birmingham         | Villa Park          | 42.640     |
| Birmingham        | Birmingham         | St. Andrews Stadium | 30.016     |
| Blackburn         | Blackburn          | Ewood Park          | 31.367     |
| Bolton            | Bolton             | Reebok Stadium      | 28.723     |
| Burnley           | Burnley            | Turf Moor           | 22.619     |
| Chelsea           | Londres            | Stamford Bridge     | 42.500     |
| Everton           | Liverpool          | Goodison Park       | 40.569     |
| Fulham            | Londres            | Craven Cottage      | 26.300     |
| Hull City         | Kingston upon Hull | KC Stadium          | 25.404     |
| Liverpool         | Liverpool          | Anfield             | 45.522     |
| Manchester City   | Manchester         | City of Manchester  | 47.726     |
| Manchester United | Manchester         | Old Trafford        | 76.212     |
| Portsmouth        | Portsmouth         | Fratton Park        | 20.688     |
| Stoke City        | Stoke-on-Trent     | Britannia Stadium   | 28.383     |
| Sunderland        | Sunderland         | Stadium of Light    | 48.707     |
| Tottenham         | Londres            | White Hart Lane     | 36.240     |
| West Ham          | Londres            | Upton Park          | 35.303     |
| Wigan             | Wigan              | DW Stadium          | 25.138     |
| Wolverhampton     | Wolverhampton      | Molineux Stadium    | 29.400     |

### Promovidos e Rebaixados
Rebaixados a Coca-Cola Championship:
- Campeão Wolverhampton
- Vice-campeão Birmingham City
- Play-offs Burnley

Promovidos da Coca-Cola Championship:
- Newcastle United
- Middlesbrough
- West Bromwich

## Classificação
Até 24 de abril de 2010.
| Premier League | Premier League    | Premier League | Premier League | Premier League | Premier League | Premier League | Premier League | Premier League | Premier League | Premier League | Premier League | Premier League |
| Time | Time              | Pts            | J              | V              | E              | D              | GP             | GC             | SG             |                |                |                |
| --- | ----------------- | -------------- | -------------- | -------------- | -------------- | -------------- | -------------- | -------------- | -------------- | -------------- | -------------- | -------------- |
| 1 | Chelsea           | 86             | 38             | 27             | 5              | 6              | 103            | 32             | +71            |                |                |                |
| 2 | Manchester United | 85             | 38             | 27             | 4              | 7              | 85             | 28             | +57            |                |                |                |
| 3 | Arsenal           | 75             | 38             | 23             | 6              | 8              | 83             | 41             | +42            |                |                |                |
| 4 | Tottenham         | 70             | 38             | 21             | 7              | 10             | 67             | 41             | +26            |                |                |                |
| 5 | Manchester City   | 67             | 38             | 18             | 13             | 7              | 73             | 45             | +28            |                |                |                |
| 6 | Aston Villa       | 64             | 38             | 17             | 13             | 8              | 52             | 39             | +13            |                |                |                |
| 7 | Liverpool         | 63             | 38             | 18             | 9              | 11             | 61             | 35             | +26            |                |                |                |
| 8 | Everton           | 61             | 38             | 16             | 13             | 9              | 60             | 49             | +11            |                |                |                |
| 9 | Birmingham        | 50             | 38             | 13             | 11             | 14             | 38             | 47             | -9             |                |                |                |
| 10 | Blackburn         | 50             | 38             | 13             | 11             | 14             | 41             | 55             | -14            |                |                |                |
| 11 | Stoke City        | 47             | 38             | 11             | 14             | 13             | 34             | 48             | -14            |                |                |                |
| 12 | Fulham            | 46             | 38             | 12             | 10             | 16             | 39             | 46             | -7             |                |                |                |
| 13 | Sunderland        | 44             | 38             | 11             | 11             | 16             | 48             | 56             | -8             |                |                |                |
| 14 | Bolton            | 39             | 38             | 10             | 9              | 19             | 42             | 66             | -24            |                |                |                |
| 15 | Wolverhampton     | 38             | 38             | 9              | 11             | 18             | 32             | 56             | -24            |                |                |                |
| 16 | Wigan             | 36             | 38             | 9              | 9              | 20             | 37             | 79             | -42            |                |                |                |
| 17 | West Ham          | 35             | 38             | 8              | 11             | 19             | 47             | 66             | -19            |                |                |                |
| 18 | Burnley           | 30             | 38             | 8              | 6              | 24             | 42             | 82             | -40            |                |                |                |
| 19 | Hull City         | 30             | 38             | 6              | 12             | 20             | 34             | 75             | -41            |                |                |                |
| 20 | Portsmouth        | 28             | 38             | 7              | 7              | 24             | 34             | 66             | -32            |                |                |                |
| Pts – Pontos ganhos; J – Jogos; V - Vitórias; E - Empates; D - Derrotas; GP – Gols pró; GC – Gols contra; SG – Saldo de gols |                   |                |                |                |                |                |                |                |                |                |                |                |

|  |                                                                                                   |
|  | Zona de classificação à fase de grupos da Liga dos Campeões da UEFA de 2010-11                    |
|  | Zona de classificação aos play-offs para a fase de grupos da Liga dos Campeões da UEFA de 2010-11 |
|  | Zona de classificação à Liga Europa da UEFA de 2010-11                                            |
|  | Zona de rebaixamento à Segunda Divisão Inglesa de 2010-11                                         |

| Campeão Inglês 2009/2010    |
| --------------------------- |
| Chelsea Campeão (4º título) |

## Artilheiros
Até 9 de maio de 2010.
| #  | Jogador       | Equipe            | Gols |
| -- | ------------- | ----------------- | ---- |
| 1º | Didier Drogba | Chelsea           | 29   |
| 2º | Wayne Rooney  | Manchester United | 26   |
| 3º | Darren Bent   | Sunderland        | 24   |
| 4º | Carlos Tévez  | Manchester City   | 23   |
| 5º | Frank Lampard | Chelsea           | 22   |

## Prêmios
| Mês      | Melhor treinador do mês | Melhor treinador do mês | Melhor jogador do mês | Melhor jogador do mês |
| Mês      | Treinador               | Clube                   | Jogador               | Clube                 |
| -------- | ----------------------- | ----------------------- | --------------------- | --------------------- |
| Agosto   | Harry Redknapp          | Tottenham Hotspur       | Jermain Defoe         | Tottenham Hotspur     |
| Setembro | Alex Ferguson           | Manchester United       | Fernando Torres       | Liverpool             |